# Sosva (řeka)
Sosva (rusky Cocьвa) je řeka ve Sverdlovské oblasti v Rusku. Je dlouhá 635 km. Povodí řeky má rozlohu 24 700 km².

## Průběh toku
Pramení na východních svazích Severního Uralu. Hlavní část jejího povodí náleží k Západosibiřské rovině. Je pravou zdrojnicí Tavdy (povodí Obu).

## Přítoky
Hlavními přítoky jsou Vagran, Turja, Kakva a Ljalja.

## Vodní režim
Zdrojem vody jsou převážně sněhové srážky. Průměrný roční průtok vody ve vzdálenosti 140 km od ústí činí přibližně 113 m³/s, maximální 2 210 m³/s a minimální 4,48 m³/s. Zamrzá počátkem listopadu a rozmrzá v dubnu. Roční rozsah kolísání hladiny na středním a dolním toku dosahuje 5 až 6 m.
Průměrné měsíční průtoky řeky ve stanici Sosva v letech 1938 až 1989:

## Využití
Řeka je splavná. Vodní doprava je možná do vzdálenosti 333 km od ústí.